# Rallye de Madère
Le Rallye de Madère (en portugais Rali Vinho da Madeira, soit littéralement Rallye Vin de Madère, le nom du sponsor de l’épreuve depuis 1982) est une épreuve se déroulant sur asphalte chaque année sur l’Île de Madère.

## Descriptif
Épreuve comptant pour le Championnat d'Europe des rallyes (et l'Intercontinental Rally Challenge jusqu'à la disparition de ce dernier en 2012), il se déroule fin juillet-début août sur les routes sinueuses de l'archipel de Madère, et y constitue le plus important évènement sportif de l'année (jusqu'à 30000 spectateurs). Sa cotation (C20) a été maximale à partir de 1988 jusqu'en 2003. Les épreuves spéciales les plus dures sont Chão da Lagoa, Paul da Serra, et la descente d'Encumeada.
Vingt ans après sa création, il est définitivement intégré au championnat continental en 1979. L'IRC l'inclut à son tour dès sa première année d'existence en 2006.
Le portugais Américo da Silva Nunes l'a remporté à 4 reprises, au tournant des années 1960-70 sur Porsche 911, de même que l'italiens Andrea Aghini durant les années 1990, et son compatriote Giandomenico Basso depuis 2013.
Deux champions du monde s'y sont distingués, Ari Vatanen (l'année précédent l'intégation européenne) et Massimo Biasion, de même que le triple champion d'Europe Giandomenico Basso. À compter de 1979, les pilotes transalpins se sont imposés dans plus de la moitié du total des courses.

## Palmarès
| Année | Édition                  | Pilote                      | Copilote                | Voiture                   | Championnats                       |
| ----- | ------------------------ | --------------------------- | ----------------------- | ------------------------- | ---------------------------------- |
| 1959  | 1.Volta à Madeira        | José Lampreia               | ?                       | MGA                       |                                    |
| 1960  | 2.Volta à Madeira        | Horácio Macedo              | ?                       | Mercedes 300SL            |                                    |
| 1961  | 3.Volta à Madeira        | António Peixinho            | ?                       | Alfa Romeo Giulietta      |                                    |
| 1962  | 4.Volta à Madeira        | Horácio Macedo              | ?                       | Ferrari 250 GT SWB        |                                    |
| 1963  | 5.Volta à Madeira        | Horácio Macedo              | ?                       | Ferrari 250 GT SWB        |                                    |
| 1964  | 6.Volta à Madeira        | Fernando Basílio dos Santos | ?                       | Porsche 911 SC            |                                    |
| 1965  | 7.Volta à Madeira        | Zeca Cunha                  | ?                       | Triumph TR4               |                                    |
| 1966  | 8.Volta à Madeira        | António Sarmento Rebelo     | ?                       | NSU Prinz 1000            |                                    |
| 1967  | 9.Volta à Madeira        | Jean-Pierre Nicolas         | Claude Roure            | Renault 8 Gordini 1300    |                                    |
| 1968  | 10.Volta à Madeira       | Américo Nunes               | Evaristo Saraiva        | Porsche 911 S             |                                    |
| 1969  | 11.Volta à Madeira       | Américo Nunes               | ?                       | Porsche 911 S             |                                    |
| 1970  | 12.Volta à Madeira       | Américo Nunes               | Fernando Fonseca        | Porsche 911 ST            |                                    |
| 1971  | 13.Volta à Madeira       | Giovanni Salvi              | ?                       | Porsche 911 S             |                                    |
| 1972  | 14.Volta à Madeira       | Luís Neto                   | Canas Mendes            | Fiat 125 Special          |                                    |
| 1973  | 15.Volta à Madeira       | Gomes Pereira               | António Pereira         | Opel 1904 SR              |                                    |
| 1974  | Épreuve annulée          | Épreuve annulée             | Épreuve annulée         | Épreuve annulée           | Épreuve annulée                    |
| 1975  | 16.Volta à Madeira       | João Clemente Aguiar        | Miguel de Sousa         | Ford Escort RS1600        |                                    |
| 1976  | 17.Volta à Madeira       | Giovanni Salvi              | Pedro de Almeida        | Ford Escort RS2000        |                                    |
| 1977  | 18.Volta à Madeira       | Américo Nunes               | Joao Batista            | Porsche 911 ST            |                                    |
| 1978  | 19.Volta à Madeira       | Ari Vatanen                 | Henry Liddon            | Ford Escort RS2000        |                                    |
| 1979  | 20.Volta à Madeira       | Antonio Fassina             | Mauro Mannini           | Lancia Stratos            | ERC                                |
| 1980  | 21.Volta à Madeira       | Adartico Vudafieri          | Fabio Penariol          | Fiat 131 Abarth           | ERC                                |
| 1981  | 22.Volta à Madeira       | Aloyse Kridel               | Paul Dunkel             | Ford Escort RS 1800       | ERC                                |
| 1982  | 23.Rali Vinho da Madeira | Antonio Fassina             | Roberto Dalpozzo        | Opel Ascona 400           | ERC                                |
| 1983  | 24.Rali Vinho da Madeira | Massimo Biasion             | Tiziano Siviero         | Lancia 037 Rally          | ERC                                |
| 1984  | 25.Rali Vinho da Madeira | Henri Toivonen              | Juha Piironen           | Porsche 911 SC            | ERC                                |
| 1985  | 26.Rali Vinho da Madeira | Salvador Servià             | Jordi Sabater           | Lancia 037 Rally          | ERC                                |
| 1986  | 27.Rali Vinho da Madeira | Fabrizio Tabaton            | Luciano Tedeschini      | Lancia Delta S4           | ERC                                |
| 1987  | 28.Rali Vinho da Madeira | Massimo Biasion             | Giuseppe Cerri          | Lancia Delta HF 4WD       | ERC                                |
| 1988  | 29.Rali Vinho da Madeira | Patrick Snijers             | Dany Colebunders        | BMW M3                    | ERC                                |
| 1989  | 30.Rali Vinho da Madeira | Yves Loubet                 | Jean-Marc Andrié        | Lancia Delta Integrale    | ERC                                |
| 1990  | 31.Rali Vinho da Madeira | Fabrizio Tabaton            | Maurizio Imerito        | Lancia Delta Integrale    | ERC                                |
| 1991  | 32.Rali Vinho da Madeira | Fabrizio Tabaton            | Maurizio Imerito        | Lancia Delta Integrale HF | ERC                                |
| 1992  | 33.Rali Vinho da Madeira | Andrea Aghini               | Sauro Farnocchia        | Lancia Delta Integrale    | ERC                                |
| 1993  | 34.Rali Vinho da Madeira | Patrick Snijers             | Dany Colebunders        | Ford Escort RS Cosworth   | ERC                                |
| 1994  | 35.Rali Vinho da Madeira | Andrea Aghini               | Sauro Farnocchia        | Toyota Celica GT-Four     | ERC                                |
| 1995  | 36.Rali Vinho da Madeira | Piero Liatti                | Alessandro Alessandrini | Subaru Impreza WRX        | ERC                                |
| 1996  | 37.Rali Vinho da Madeira | Fernando Peres              | Ricardo Caldeira        | Ford Escort RS Cosworth   | ERC                                |
| 1997  | 38.Rali Vinho da Madeira | Piero Liatti                | Fabrizia Pons           | Subaru Impreza WRC        | ERC                                |
| 1998  | 39.Rali Vinho da Madeira | Andrea Aghini               | Loris Roggia            | Toyota Corolla WRC        | ERC                                |
| 1999  | 40.Rali Vinho da Madeira | Bruno Thiry                 | Stéphane Prévot         | Subaru Impreza WRC        | ERC                                |
| 2000  | 41.Rali Vinho da Madeira | Piero Liatti                | Carlo Cassina           | Subaru Impreza WRC        | ERC                                |
| 2001  | 42.Rali Vinho da Madeira | Adruzilo Lopes              | Luis Lisboa             | Peugeot 206 WRC           | ERC                                |
| 2002  | 43.Rali Vinho da Madeira | Andrea Aghini               | Loris Roggia            | Peugeot 206 WRC           | ERC                                |
| 2003  | 44.Rali Vinho da Madeira | Miguel Campos               | Carlos Magalhäes        | Peugeot 206 WRC           | ERC                                |
| 2004  | 45.Rali Vinho da Madeira | Vítor Sá                    | Ornelas Camacho         | Peugeot 306 Maxi          | ERC                                |
| 2005  | 46.Rali Vinho da Madeira | Renato Travaglia            | Falvio Zanella          | Renault Clio S1600        | ERC                                |
| 2006  | 47.Rali Vinho da Madeira | Giandomenico Basso          | Mittia Dotta            | Fiat Punto Abarth S2000   | ERC, IRC                           |
| 2007  | 48.Rali Vinho da Madeira | Giandomenico Basso          | Mittia Dotta            | Fiat Punto Abarth S2000   | ERC, IRC                           |
| 2008  | 49.Rali Vinho da Madeira | Nicolas Vouilloz            | Nicolas Klinger         | Peugeot 207 S2000         | ERC, IRC                           |
| 2009  | 50.Rali Vinho da Madeira | Giandomenico Basso          | Mittia Dotta            | Fiat Punto Abarth S2000   | ERC, IRC                           |
| 2010  | 51.Rali Vinho da Madeira | Freddy Loix                 | Frederic Miclotte       | Skoda Fabia S2000         | ERC, IRC                           |
| 2011  | 52.Rali Vinho da Madeira | Bruno Magalhães             | Paulo Grave             | Peugeot 207 S2000         | ERC                                |
| 2012  | 53.Rali Vinho da Madeira | Bruno Magalhães             | Nuno Rodrigues da Silva | Peugeot 207 S2000         | ERC                                |
| 2013  | 54.Rali Vinho da Madeira | Giandomenico Basso          | Lorenzo Granai          | Peugeot 207 S2000         | ERC Cup Coef. 20                   |
| 2014  | 55.Rali Vinho da Madeira | Bruno Magalhães             | Carlos Magalhães        | Peugeot 208 T16           | FIA European Rally Trophy Coef. 20 |
| 2015  | 56.Rali Vinho da Madeira | Bruno Magalhães             | Hugo Magalhães          | Peugeot 208 T16           | European Rally Trophy              |
| 2016  | 57.Rali Vinho da Madeira | José Pedro Fontes           | Inês Ponte              | Citroën DS3 R5            | Tour European Rally                |
| 2017  | 58.Rali Vinho da Madeira | Alexandre Camacho           | Pedro Calado            | Peugeot 208 T16           | Tour European Rally                |
| 2018  | 59.Rali Vinho da Madeira | Alexandre Camacho           | Pedro Calado            | Škoda Fabia R5 (en)       | Tour European Rally                |